# Magnolia boliviana
Magnolia boliviana  es un árbol de la familia Magnoliaceae nativo de los bosques amazónicos del piedemonte oriental de los Andes, desde el sur de Perú hasta el centro de Bolivia, entre los 200 y 500 m s. n. m.
Está amenazada por pérdida de hábitat y por tala por madera y para aclareo de tierra arable. Se la ha registrado en parques nacionales y otras áreas protegidas dentro de su rango, como: la Concesión de Conservación Los Amigos en Perú y el Parque nacional Amboró y el Territorio indígena y parque nacional Isiboro-Secure en Bolivia.

## Taxonomía
Magnolia boliviana fue descrito por (M.Nee) Govaerts y publicado en World Checklist and Bibliography of Magnoliaceae 1996.
Etimología
Magnolia: nombre genérico otorgado en honor de Pierre Magnol, botánico de Montpellier (Francia).
boliviana: epíteto geográfico que alude a su localización en Bolivia.
Sinonimia
- Talauma boliviana M.Nee[4][5]